# Ladyfest

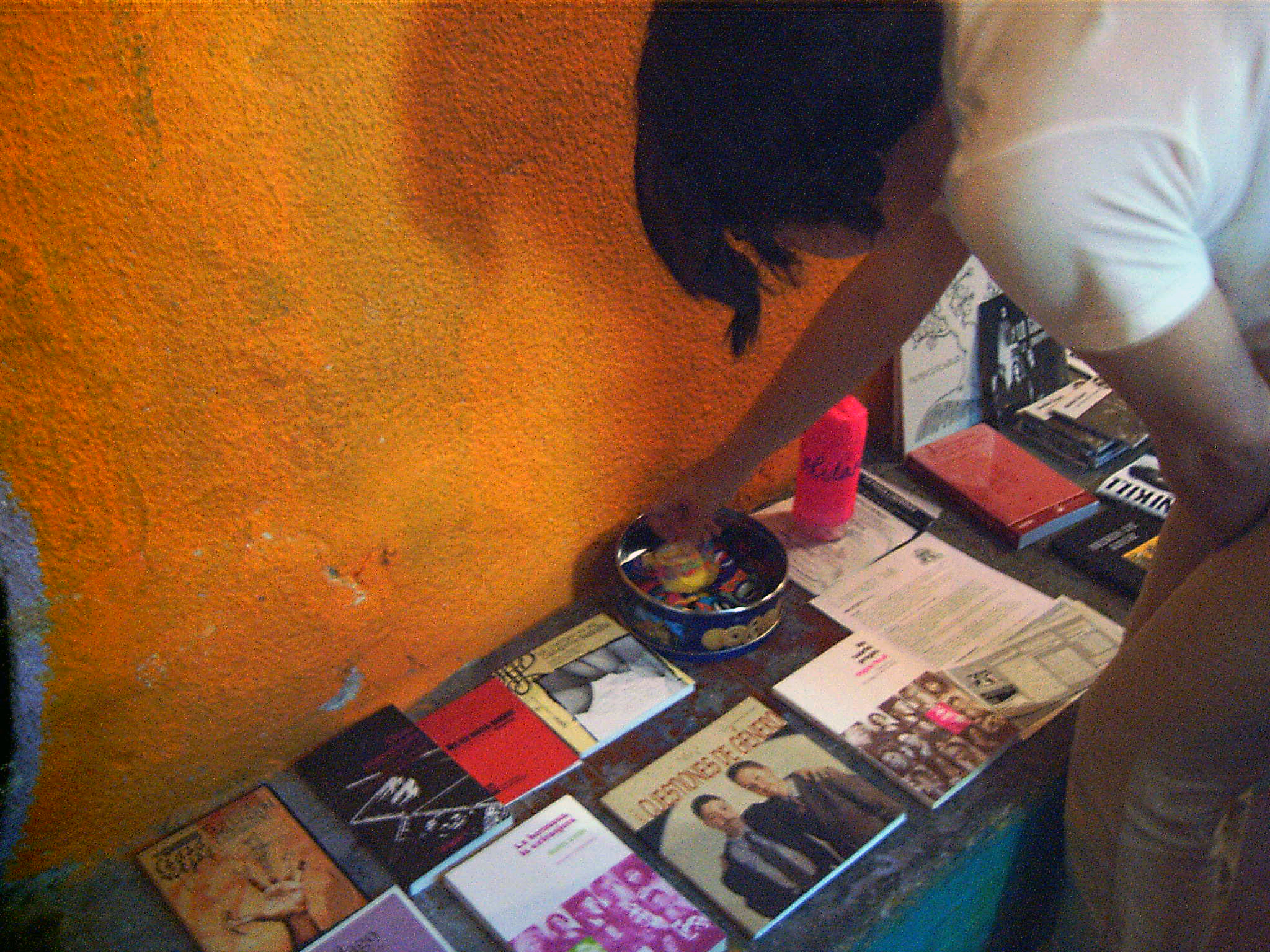
Un stand de zine et CD sur une Ladyfest

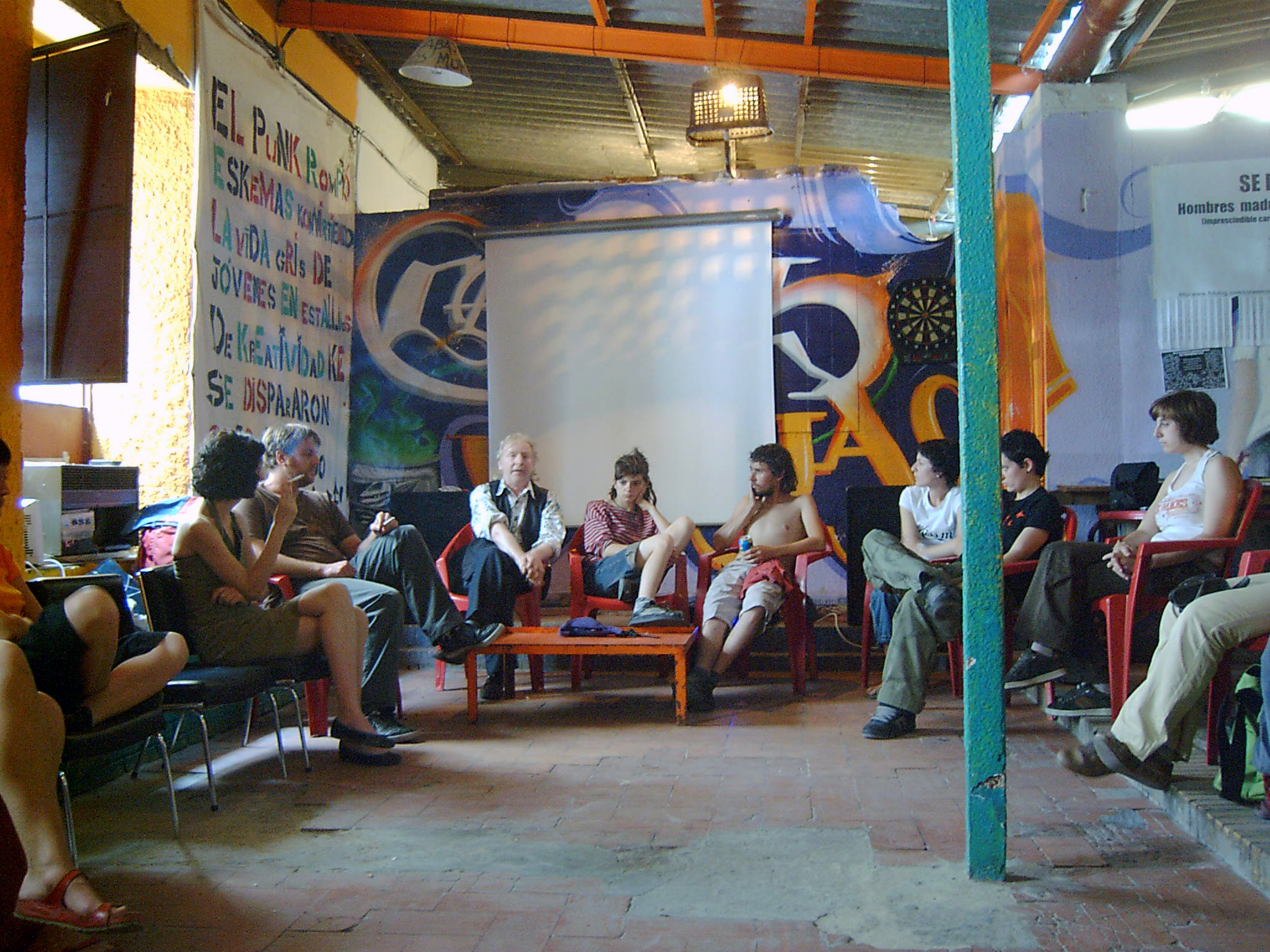
Un atelier à un Ladyfest

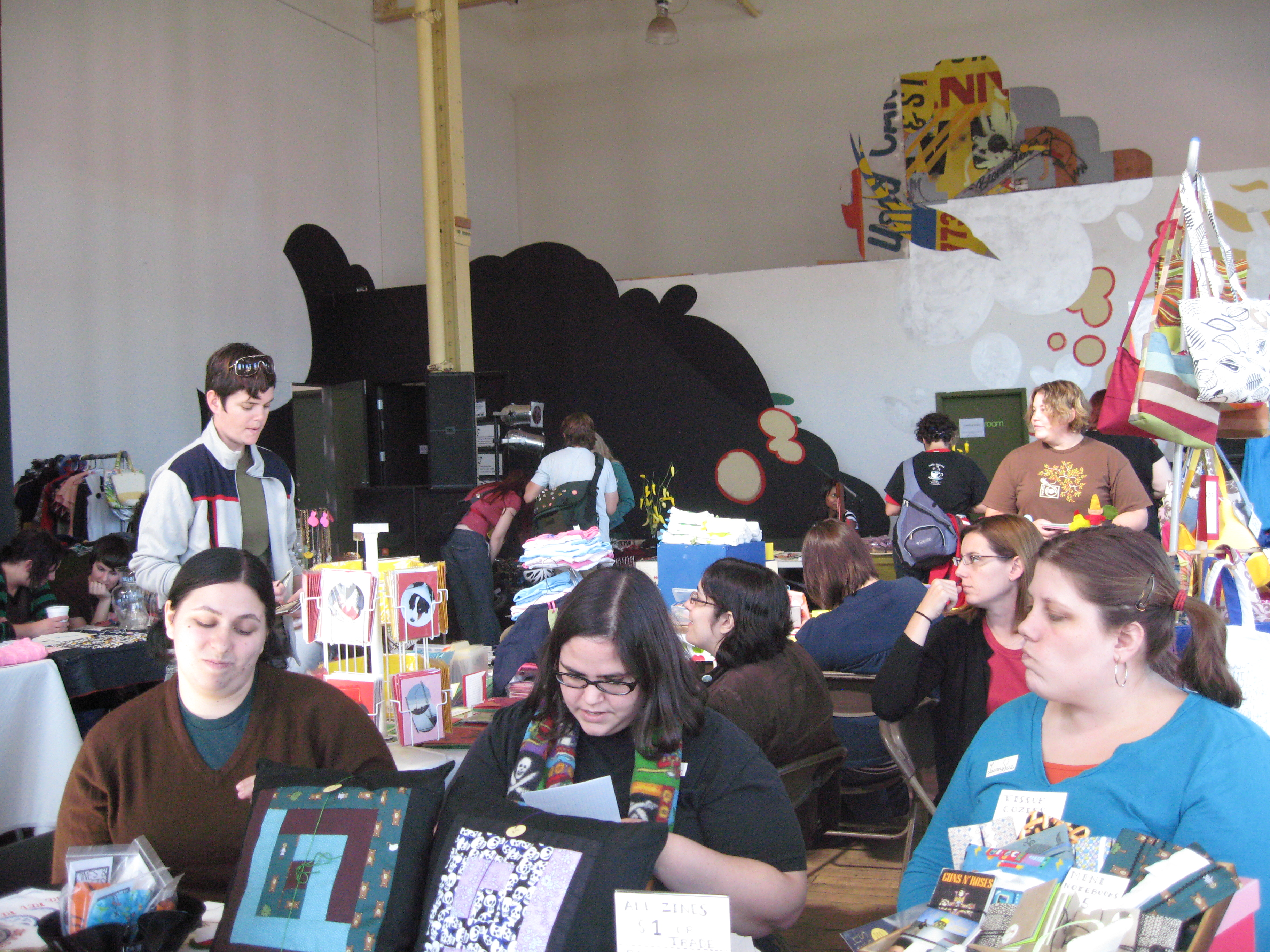
Un salon du DIY à un Ladyfest

Ladyfest est un festival communautaire de musique et d'arts pour les féministes et femmes artistes, à but non lucratif. Les différentes éditions de Ladyfest proposent généralement une programmation de groupes de musique, des performances d'artistes, des autrices, des lectures à voix haute, des artistes visuels, des films, des conférences, des expositions d'art et des ateliers. Il est organisé par des bénévoles,,,.

## Histoire
Le premier Ladyfest a lieu à Olympia, Washington, en août 2000. Plus de 2 000 personnes y assistent. La présence des artistes Sarah Dougher, Sleater-Kinney, et Teresa Carmody en font un succès. On retrouve aussi sur scène The Gossip, Bangs, The Need, The Rondelles, Bratmobile, soirée Pyjama, et Neko Cas. Les différents Ladyfests organisés dans le monde avaient dans leurs programmes De Introns, Helluvah, Planete concrete, EDH, Sans gène, Synth Cherries, Heart of Wolves, Nasty Candy & Coco Lipstick,,.
Depuis le premier Ladyfest, des éditions ont lieu partout dans le monde en Europe, en Amérique du nord, en Australie ou encore en Chine. Chaque nouveau festival est organisé localement et de façon indépendante des autres Ladyfest dans d'autres États ou pays. Les organisateurs sont généralement bénévoles et la plupart des bénéfices sont reversés à des organisations à but non lucratif.
Dix ans après l'événement d'origine, Ladyfest se transforme en phénomène mondial.
Le London Ladyfest de 2010 a été présenté comme un « dixième anniversaire de l'événement », « célébrant une décennie de bricolage féministe d'arts et d'activisme »,.
Les Ladyfests autour du monde proposent différents types d'activités, tels que des concerts, des ateliers, des conférences, des débats sur des sujets divers. Les ateliers abordent des thèmes larges, de l'imprimerie à la menuiserie, le stop-motion, la plomberie ou encore les leçons de crochet,,,.
Ladyfest a inspiré d'autres événements dérivés tels que Le D.I.Y. fest de Berlin, Grrl Fest à Melbourne, et Just Grrl à Santa Ana. Le D.I.Y fest de Berlin est centré sur le do-it-yourself et un aspect participatif. Grrl Fest à Melbourne a débuté en 2013 dans un magasin de Melbourne, défendant la même philosophie que LadyFest, y compris la musique, de l'art, des fanzines et des stands. Grrl Fest est maintenant un événement annuel avec un large réseau et des sponsors. Just Grrl à Santa Ana a duré de 2001 à 2013.

## Les albums de Compilation
- Ladyfest Royaume-UNI, 2001
- Ladyfest Royaume-UNI, 2003
- Ladyfest-Orient 2001